# Abderrahmane Sissako
Abderrahmane Sissako (Kiffa, 13 oktober 1961) is een Mauritaans filmregisseur, scenarioschrijver en producent. Hij behoort samen met Ousmane Sembène, Souleymane Cissé, Idrissa Ouedraogo en Djibril Diop Mambéty tot de weinig Afrikaanse filmmakers die internationaal doorbraken.

## Biografie
Abderrahmane Sissako emigreerde kort na zijn geboorte samen met zijn familie naar Mali, het thuisland van zijn vader, waar hij lager en middelbaar onderwijs volgde. In 1980 keerde hij kort terug naar zijn geboorteland alvorens naar Moskou te verhuizen waar hij van 1983 tot 1989 filmschool volgde aan de Gerasimov Institute of Cinematography. Zijn eerste kortfilm Le Jeu was zijn afstudeerproject, gesitueerd in de Mauritaanse woestijn en gefilmd in Turkmenistan. Sissako vestigde zich in Frankrijk begin jaren 1990 waar hij films maakte die veelvuldig bekroond werden en in jury's van filmfestivals zetelde. Met zijn film Timbuktu uit 2014 behaalde hij 7 Césars.

## Filmografie
- Le Jeu (35mm, 23 minuten, 1989), afstudeerproject, gesitueerd in de Mauritiaanse woestijn en gefilmd in Turkmenistan.
- Octobre (35mm, 37 minuten, 1993), gefilmd in de omgeving van Moskou.
- Le chameau et les bâtons flottants (video, 6 minuten, 1995), adaptatie van een verhaal van Jean de La Fontaine, gesitueerd in Mauritanië.
- Sabriya (video, 26 minuten, 1996), gesitueerd in Tunesië, in een collectie films voor Arte, African Dreaming.
- Rostov-Luanda (video, documentaire, 59 minuten, 1997)
- La Vie sur terre (35mm, 67 minuten, 1998), gedraaid in Mali in het dorp van zijn vader.
- Heremakono (En attendant le bonheur) (35mm, 90 minuten, 2002)
- Bamako (2006)
- Timbuktu (2014)
- Black Tea (2024)

## Prijzen en nominaties[1]
De belangrijkste:
| jaar | prijs                   | categorie                          | genomineerde(n) | uitslag     |
| ---- | ----------------------- | ---------------------------------- | --------------- | ----------- |
| 2015 | César                   | Beste regisseur                    | Timbuktu        | Gewonnen    |
| 2015 | César                   | Beste origineel script             | Timbuktu        | Gewonnen    |
| 2015 | César                   | Beste film                         | Timbuktu        | Gewonnen    |
| 2015 | Oscar                   | Beste niet-Engelstalige film       | Timbuktu        | Genomineerd |
| 2014 | Filmfestival van Cannes | Prize of the Ecumenical Jury       | Timbuktu        | Gewonnen    |
| 2014 | Filmfestival van Cannes | François Chalais Award             | Timbuktu        | Gewonnen    |
| 2007 | Prix Lumières           | Meilleur film francophone          | Bamako          | Gewonnen    |
| 2002 | Filmfestival van Cannes | FIPRESCI Prijs - Un certain regard | Heremakono      | Gewonnen    |